# Barberêche
Barberêche (toponimo francese; in tedesco Bärfischen, desueto) è una frazione di 544 abitanti del comune svizzero di Courtepin, nel Canton Friburgo (distretto di Lac).

## Storia

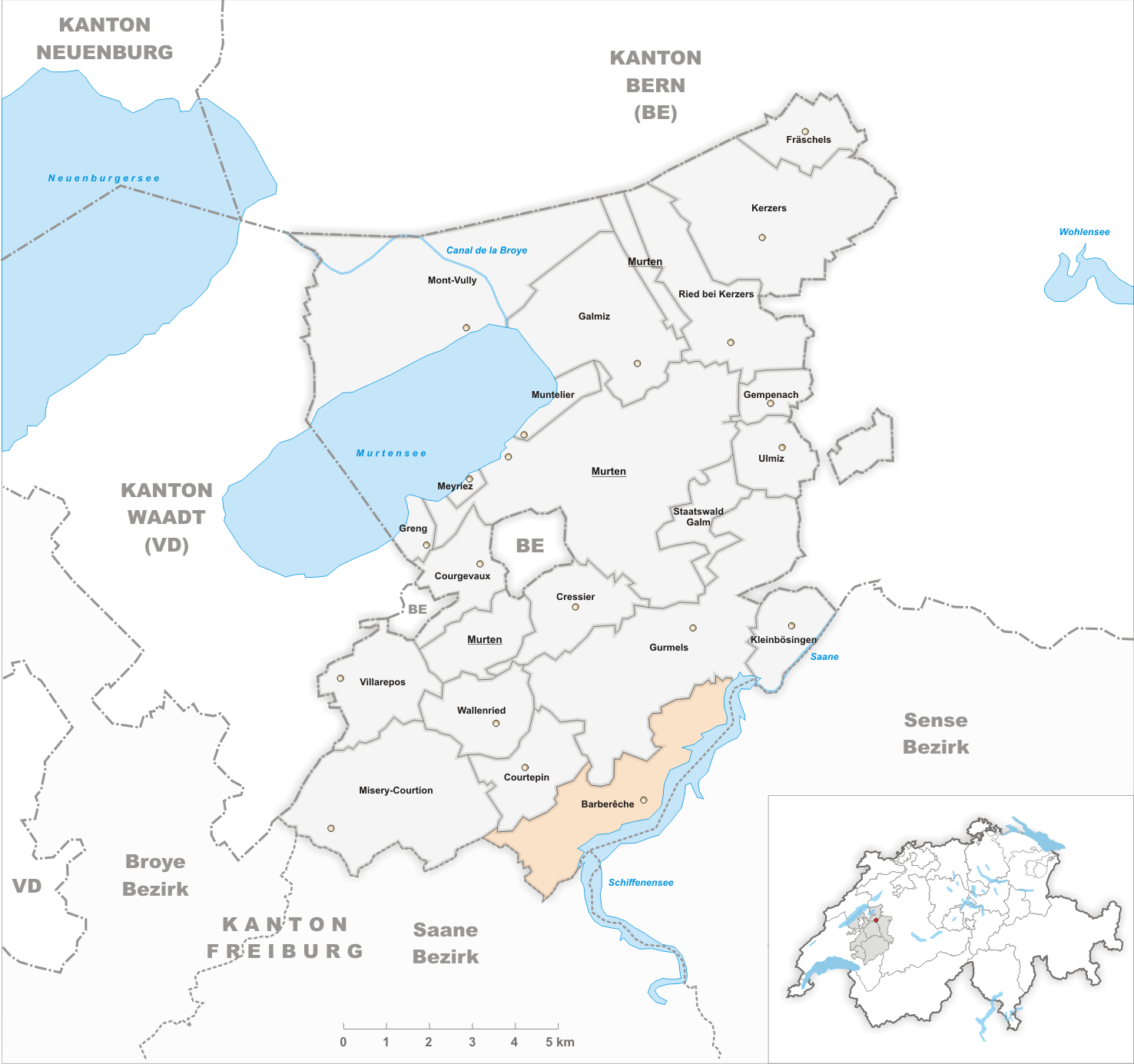
Il territorio del comune di Barberêche prima degli accorpamenti comunali del 2017

Già comune autonomo che si estendeva per 9,13 km² e che comprendeva anche le frazioni di Breilles, Grand-Vivy, Grimoine, Pensier, Petit-Vivy e Villaret, il 1º gennaio 2017 è stato accorpato a Courtepin assieme agli altri comuni soppressi di Villarepos e Wallenried.

## Monumenti e luoghi d'interesse

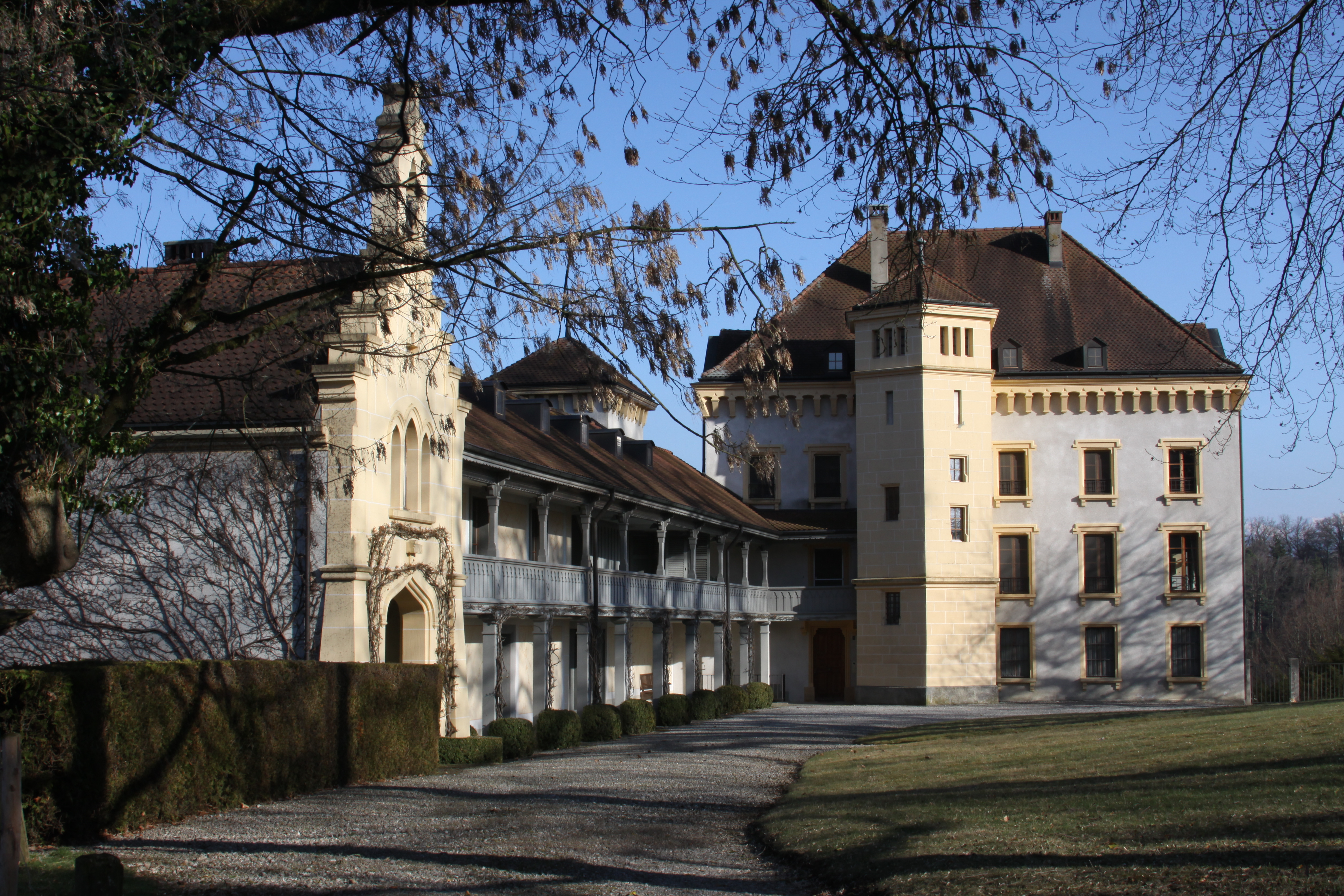
Il castello di Barberêche

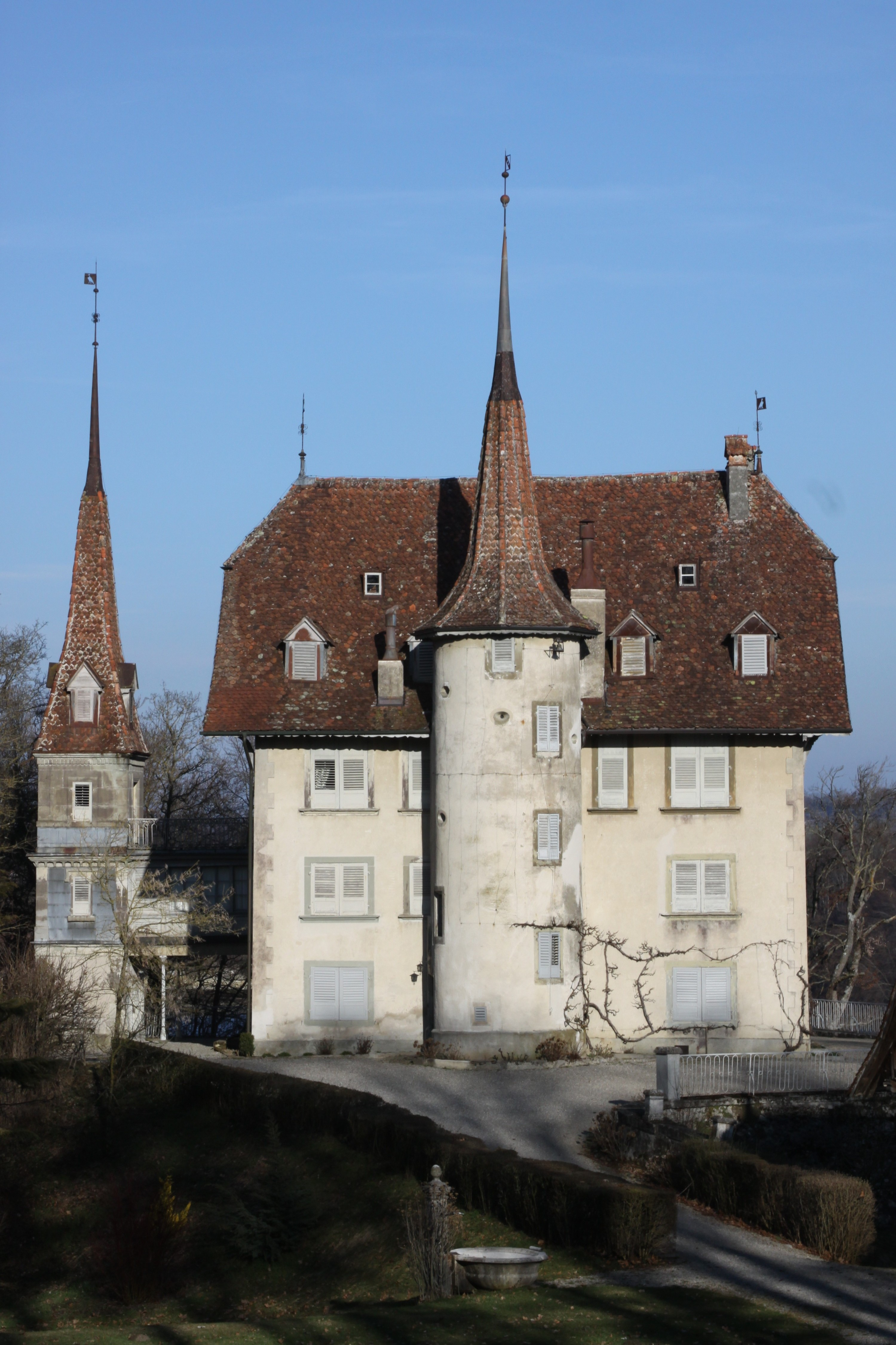
Il castello di Grand-Vivy

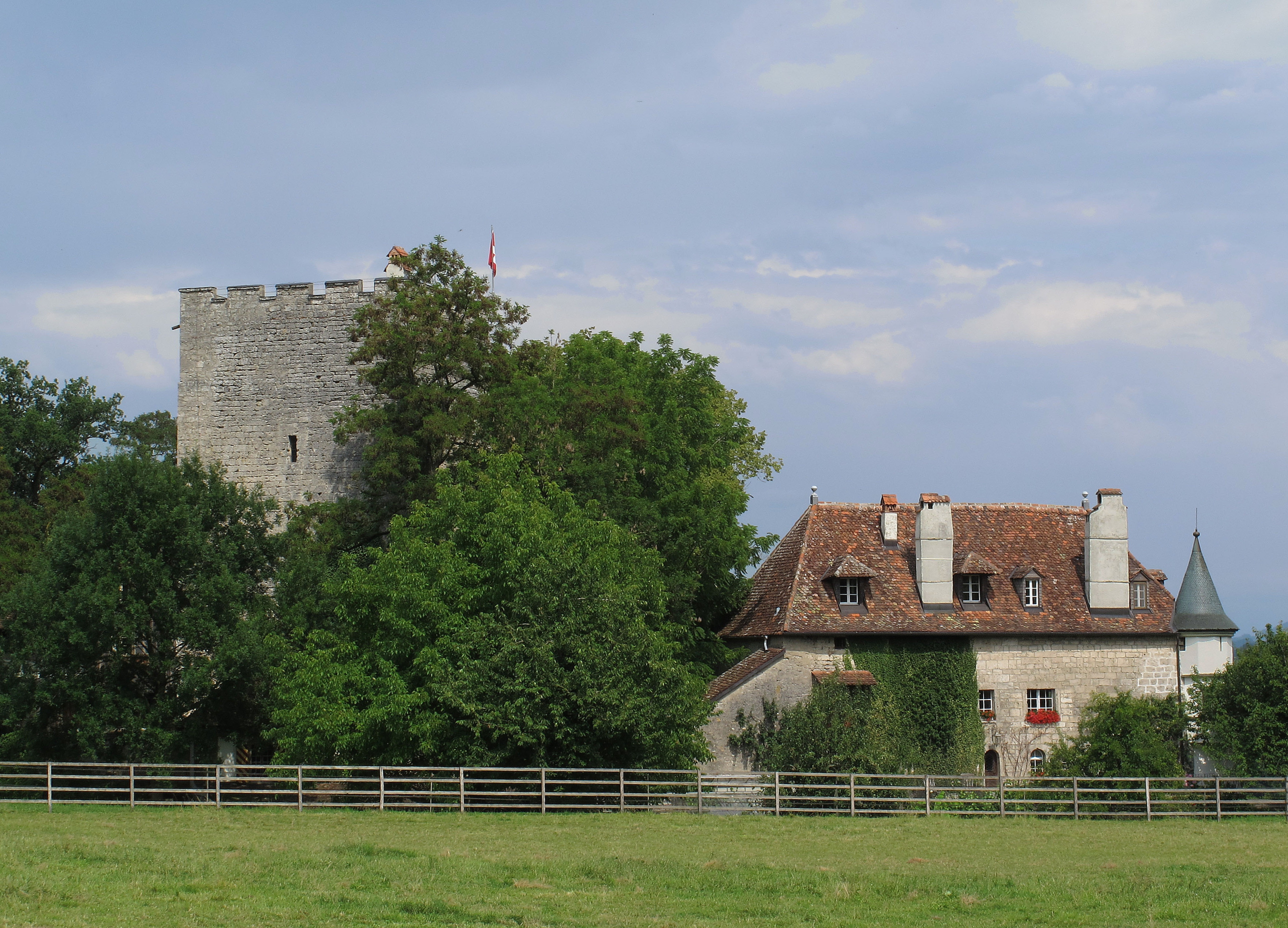
Il castello di Petit-Vivy

- Chiesa cattolica di San Maurizio, eretta nell'XI-XII secolo e ricostruita nel 1785-1786[1];
- Castello di Barberêche, eretto nel XVI secolo e ricostruito nel XIX secolo[1];
- Castello di Grand-Vivy, attestato dal 1293 e ricostruito nel 1616 e nel 1865[3];
- Castello di Petit-Vivy, attestato dal 1293[3].

## Società

### Evoluzione demografica
L'evoluzione demografica è riportata nella seguente tabella:
Abitanti censiti

### Lingue e dialetti
Barberêche è una località bilingue (francese e tedesco) a maggioranza francofona (nel 2000 i germanofoni erano il 22%).

## Infrastrutture e trasporti
Barberêche è servito dalla stazione di Pensier sulla ferrovia Friburgo-Morat-Ins.

## Amministrazione
Ogni famiglia originaria del luogo fa parte del comune patriziale che ha la responsabilità della manutenzione di ogni bene comune.